# Гасандаг
Гасандаг (тур. Hasan Dağı) — згаслий стратовулкан в ілі Аксарай, Туреччина.

## Геологія
Висота гори 3253 метри, вона займає друге місце серед найвищих вершин центральної Анатолії.
Має кальдеру шириною 4-5 км, яка виникла 7500 років до нашої ери. Останнє виверження сталося приблизно 6200 років до нашої ери. Двоголовий стратовулкан пережив чотири епізоди обвалення кальдери. Сучасне утворення виникло в останній кальдері. Куполи з лави утворили дві головні вершини, західна вершина вища і має два кратери. Хасан оточують понад 25 лавових патьоків і конусів попелу.

## Чатал-Хююк
Виверження Хасану зафіксовано в наскельних малюнках епохи неоліту. Жителі найбільшого міста неолітичного світу, Чаталхююка, збирали в районі гори обсидіан і міняли його на прикраси в сусідніх поселеннях. Було знайдено дзеркала з обсидіану. Значення гори Хасан для жителів Чаталхююка показують наскельні малюнки, на деяких з яких гора височіє над оселями мешканців селища.

## Туризм
Підйом на гору триває приблизно 6 годин. З вершини відкривається вид на Анатолійське плоскогір'я, включаючи віддалену Каппадокію.